# Bjørnstjerne Bjørnson
Bjørnstjerne Bjørnson   (Kvikne, 8 de desembre de 1832 - París, 26 d'abril de 1910), nom complet Bjørnstjerne Martinus Bjørnson, fou un escriptor noruec guardonat amb el Premi Nobel de Literatura l'any 1903.

## Biografia
Va néixer el 8 de desembre del 1832 a la ciutat de Kvikne, població situada al comtat noruec de Hedmark. El 1852, va iniciar els seus estudis de periodisme a la Universitat d'Oslo i focalitzà la seva atenció en la crítica literària.
Ferm partidari d'Alfred Dreyfus en l'anomenat cas Dreyfus, escrigué articles periodístics que defensaven la seva innocència. Fou un dels membres originals del Comitè Nobel que van crear els premis del mateix nom, reescollit l'any 1900.
L'any 1903, davant la imminent separació nacional entre Noruega i Suècia, va predicar la conciliació i la moderació entre els noruecs. El 1905, Noruega va aconseguir la independència, i Bjørnson va canviar els seus postulats republicans pels monàrquics per enfortir el seu país, estrènyer llaços amb el Regne Unit i posicionar-se "igual per igual" davant les monarquies de Suècia i Dinamarca.
Va morir el 26 d'abril del 1910 a la ciutat de París, on passava part dels hiverns. Fou enterrat a Oslo.

## Obra literària

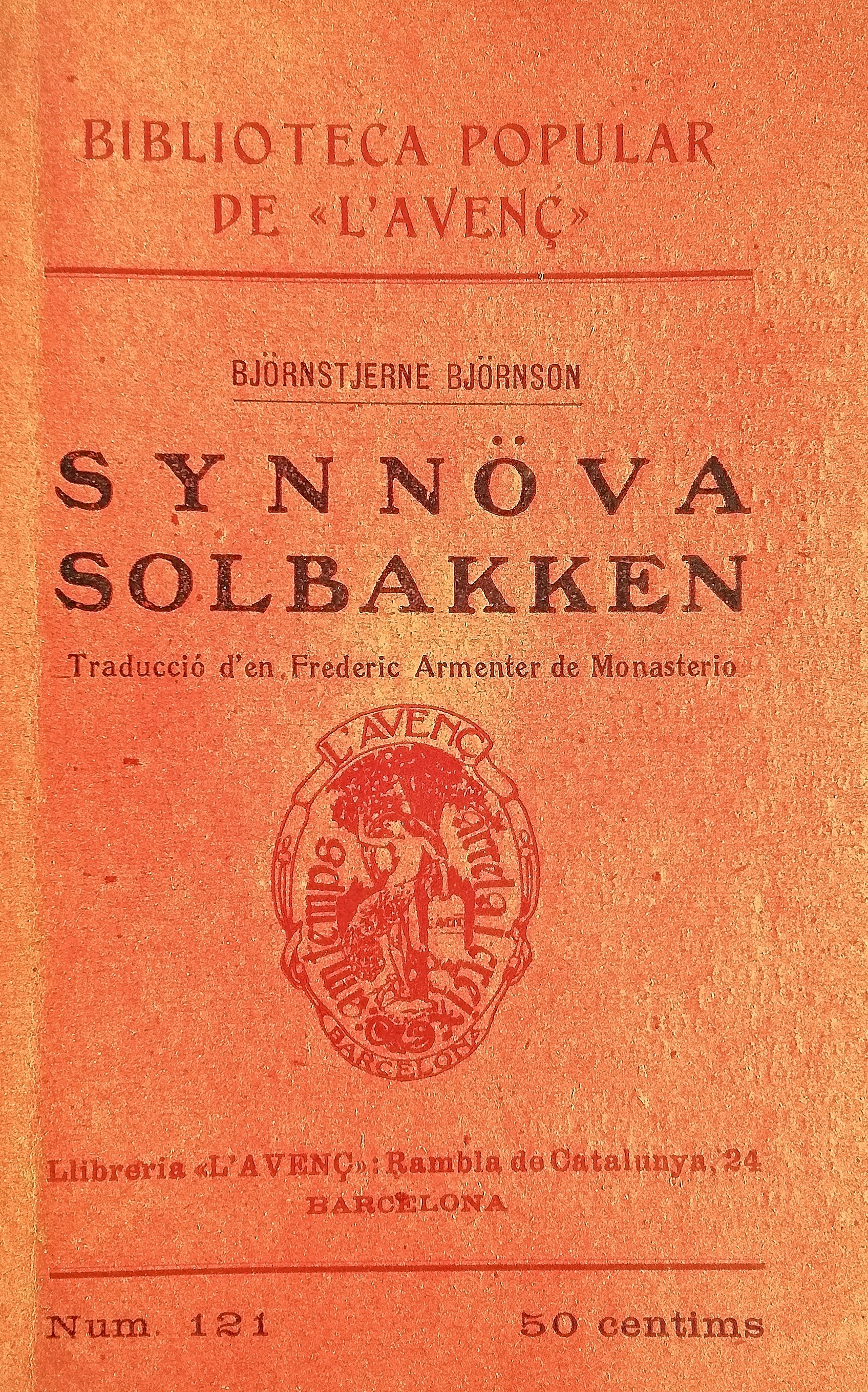
Synnøve Solbakken novel·la de Bjørnson traduïda al català i publicada a Barcelona l'any 1911 dins la col·lecció Biblioteca Popular de L'Avenç

Preocupat per la llengua noruega, es va interessar a adoptar el nynorsk com a llengua nacional per al seu país, en oposició al bokmål, la norueguització del danès, i que era majoritàriament utilitzada en la literatura noruega d'aquells moments. Les seves novel·les inicials, com Synnove Solbakken (1857), tractaven sobre la vida camperola, però en obres posteriors, entre les quals hi ha drames, com Kong Sverre (1858), Sigurd Slembe (trilogia, 1862), En Fallit (1874); comèdies, com Nygifte (1865); i narracions, com Magnhild (1877), va poder demostrar la vida i costums del seu país, i els seus temes principals passaren a ser la reforma social. En les seves obres, va mostrar opinions liberals i democràtiques, va promulgar l'individualisme i la fe en la veritat i la natura.
De la seva obra poètica, es pot esmentar Bergliot (poema épic, 1865) i la recopilació de poesies que el van convertir en el poeta nacional, Digte og sange (1870), de la qual destaca la coneguda Ja, vi elsker dette landet (Sí, vam estimar aquesta terra), que s'ha convertit en l'himne nacional noruec.
L'any 1903, li fou concedit el Premi Nobel de Literatura com a tribut a la seva poesia noble, magnífica i versàtil, que ha estat distingida sempre per la frescor de la seva inspiració i la puresa rara del seu esperit.

### Obra publicada
- 1857 Synnøve Solbakken
- 1857 Mellem Slagene
- 1858 Halte Hulda, a aquesta obra, hi posà música per a l'escena el compositor alemany Julius Ruthardt (1841-1909)[1]
- 1858 Arne
- 1859-1960 En Glad Gut
- 1860 Smaastykker
- 1861 Kong Sverre
- 1862 Sigurd Slembe a la qual posà música Johan Svendsen.[2]
- 1864 Maria Stuart i Skotland, posada en música escènica, pel seu oncle el compositor Rikard Nordraak.[3]
- 1865 De Nygifte
- 1868 Fiskerjenten
- 1870 Digte og Sange
- 1870 Arnljot Gelline
- 1872 Sigurd Jorsafar
- 1873 Brudeslaatten
- 1874 Redaktøren
- 1875 En fallit
- 1877 Kongen
- 1877 Magnhild
- 1879 Kaptejn Mansana
- 1879 Leonarda
- 1879 Det Ny System
- 1882 Støv
- 1883 En Hanske
- 1883 Øver Ævne, I
- 1884 Det Flager I Byen Og Paa Havnen
- 1885 Geografi Og Kjaerlighed
- 1889 Paa Guds Veje
- 1894 Nye Fortaellinger
- 1895 Lyset
- 1895 Øver Ævne, II
- 1898 Paul Lange og Tora Parsberg
- 1901 Laboremus
- 1902 Paa Storhove
- 1904 Daglannet
- 1906 Mary
- 1909 Naar Den Ny Vin Blomstrer
- 1911 Arhundredernes Legende

## Traduccions al català
- Amor i geografia (Geografi Og Kjaerlighed). Comèdia en 3 actes. Traducció d'Emili Vallès. 1903.
- Més enllà de les forces (Øver Ævne, I, II). Primera part: Drama en dos actes. Segona part: Drama en quatre actes. Traducció a càrrec de Frederic Pujulà i Vallès. 1904.[4]
- Synnöva Solbakken (Synnøve Solbakken). Traducció de Frederic Armenter de Monasterio. 1911.
- El Salm de la vida. Traducció de Josep Maria de Sucre, a Panteisme (any 1, núm. 2, 1 de novembre de 1911).
- Lleonarda (Leonarda). Comèdia en quatre actes. Traducció de Josep Maria Jordà i Francesc Pujols. 1922.